# Kanał Mieliński
Kanał Mieliński – kanał morski o długości 4 km i głębokości toru wodnego 10 m; część toru wodnego Świnoujście–Szczecin; leży w Świnoujściu.

## Charakterystyka
Przekopany przez dawną wyspę Mielin i część Uznamu w celu usprawnienia żeglugi pomiędzy portem w Szczecinie a Bałtykiem. Po jego wykonaniu doszło do powstania wyspy Chełmek i półwyspu Mielin.
Kanał znajduje się w całości w obrębie portu morskiego Świnoujście.
Do 1945 stosowano niemiecką nazwę Mellin-fahrt. W 1949 ustalono urzędowo polską nazwę Kanał Mieliński.
W 2015 Urząd Morski w Szczecinie zakończył kompleksową modernizację umocnień brzegowych Kanału Mielińskiego